# Воинское кладбище № 62 (Баница)
Воинское кладбище № 62 — Баница (пол. Cmentarz wojenny nr 62 w Banicy) — воинское кладбище, расположенное в окрестностях села Баница, Малопольское воеводство. Кладбище входит в группу Западногалицийских воинских захоронений времён Первой мировой войны. На кладбище похоронены военнослужащие Австрийской и Российской армий, погибшие во время Первой мировой войны.

## История
Кладбище было основано в 1915 году по проекту словацкого архитектора Душана Юрковича. На кладбище площадью 300 квадратных метра находятся 5 братских и 14 индивидуальных могил, в которых похоронены 41 русских и 11 австрийских солдат, погибших в январе 1915 года.
В 2006 году кладбище было облагорожено: были установлены новые кресты и памятник в виде большого креста.

## Источник
- Oktawian Duda: Cmentarze I wojny światowej w Galicji Zachodniej. Warszawa: Ośrodek Ochrony Zabytkowego Krajobrazu, 1995. ISBN 83-85548-33-5.